# 古代日本の地方官制
古代日本の地方官制（こだいにっぽんのちほうかんせい）は、日本の古代の時代において施行されていた地方行政の制度である。701年（大宝元）に制定された大宝律令で国・郡・里の3段階の行政組織に編成された。

## 地方官制のはじまり
大宝律令制定以前の地方官制は、以下の通りである。

### 県（アガタ）
4世紀～6世紀頃？
- 『古事記』成務段
「大国小国の国造（くにのみやっこ）を定め賜ひ、亦(また)国々の堺、及び大県（おおあがた）小県（おあがた）の県主（あがたぬし）を定め賜ひき。」
- 『日本書紀』成務紀
4年「今より以降国郡に長を立て、県邑に首を置かむ。即ち当国の幹了しき者を取りて、其の国郡の首長に任ぜよ。」
5年「国郡に造長を立て、県邑に稲置を置く。」「則ち山河を隔（さか）いて国郡を分ち、阡陌に随ひて、邑里を定む。」（阡陌は南北・東西の道の意）

成務天皇は13代で、倭の五王と呼ばれる応神（15代）や仁徳（16代）よりも遡る4世紀のことで、時代でいうと古墳時代の前期にあたる。また『倭姫命世記』には伊勢地方に県造（あがたのみやつこ）と呼ばれる地方官が見える。
名前の由来は、「吾が田」であるとする説がある。
越前・信濃・上総以西に分布し、畿内や西国など、瀬戸内海周辺の西日本の拠点に集中している。倭の六県や、河内国・山背国の「県」は大王の料地としての性格が強く、平安時代になってもその伝統はつづいた。

### 評（コホリ・コオリ）
6世紀後半～7世紀中？
『日本書紀』安閑天皇二年（535）5月に屯倉の大量設置の記事がみられるが、これらの屯倉の名前の多くが、現存する地名と一致し、その実在を確認できる。また、同年八月の条に、犬養部の設置記事がみられるが、現存する屯倉の地名と犬養という地名との近接例も多いことから、屯倉の守衛に番犬が用いられた（番犬を飼養していたのが犬養氏）だということが明らかになっており、屯倉や犬養部の設置時期も安閑天皇の頃（6世紀前半頃）に始まったと推察される。

### 国造（くにのみやつこ）
大和政権は、地方に派遣した豪族や、地方の在地首長を国造などに任命し、政治的・軍事的支配をそのまま認める形（地方行政官的）で、全国的に支配していた。『日本書紀』や『国造本紀』などの史書には神武天皇の時代に最初の国造設置の記事が見えるが、全国的に設置が始まったのは県主と同じく成務天皇の時代とされる。
国造の成立期については、崇神朝から景行朝にかけて行われた全国の平定活動を受けた、次代の成務朝の頃とされている。この全国的な設置以降も、仲哀朝から雄略朝にかけて順次設置されていった。これに従えば、全国的に古墳が出現する4世紀中期から後期に当たる。また、吉備上道国造・吉備下道国造や筑紫国造（527年の磐井の乱）などの反抗もあったが、古代国家統一の情勢にあり、日本の古代国家の成立期に当たると考える説もある。これに従えば、継体朝 (507～531) が終わり欽明朝 (540～571) が始まった時期に当たる。
国造制は、遅くとも6世紀には成立している。『隋書』倭国伝によれば、6世紀末から7世紀初頭頃には約120の国造が存在し、国の下に10の稲置（いなぎ）が属していたという。120という数字は『国造本紀』所載の国造数や、倭王武上表文の「東征毛人五十五国，西服衆夷六十六国」などと近似し、5世紀段階における一定程度の編制が想定される。半島への大規模な出征や巨大古墳の築造を可能とさせた一因であろう。
国造は、国造一族の娘か姉妹を采女（うねめ）として大和政権に従属の証として奉仕させる義務を負っていた。また、贄（にえ）などの貢納物を納め、さらに力役としての人夫を差し出し、兵士の徴発に応じた。戦時には大和政権の国造軍として戦った。これらと並んで重要な奉仕は、「トモ＝伴」として大王の身辺のことを司る「舎人」（とねり）、大王の身辺の警護を司る「靫負」（ゆげい）、大王の食膳のことを司る「膳夫」（かしわで）を差し出し、大王や王族の宮に出仕していたトモの養育という名目で各地の特産物を貢献することであった。後者の各地の特産物などを負担する集団は「べ＝部」（部民制）とよばれ、「トモ」とあわせて、5世紀から7世紀にかけて「トモ-ベ」制（品部）として王権存立の基礎を成した。このように国造は伴造であり、部の支配者であったと考えられるが、具体的な内容についてはまだ不明な点が多い。

### 氏姓制度
大和政権の政治組織として氏姓制度が存在した。

## 律令制下の地方官制・行政組織

### 国評里制
大化元年（645）に始まる大化の改新の政治改革によって、地方の支配制度・行政組織も大いに転換された。大化改新の詔に郡の規定があるが、大化5年（649）に郡の前身である評が全国的に施行され、国造のクニ・支配地域を行政区画としての評にかえていき、白雉4年（653）の評の分割･新置を経て、8世紀の郡の大部分の前身の評が設けられた。
国評里制は、国造氏族を含む地方首長を任命した評督（ひょうとく）・助督（じょとく）を、中央政府から派遣された国宰（こくさい）が管轄し、7世紀半ばの孝徳朝（645～654）に陸奥･越国にもその支配体制が成立した。

### 国郡里制
地方官制は、大化～白雉年間（645～654）にかけて、旧来の国造の支配領域を再編し、「評」（コオリ）という行政区画を置いた。つまり、国－評－里である。その後の701年（大宝元）に制定された大宝律令で国・郡・里の三段階の行政組織に編成された。
- 評里制（646～701）、郡里制（701～716）、郡郷里制（716～740）、郡郷制（740～）… 発見された木簡から四転したことが分かる。

国は朝廷から派遣される国司が、郡は国造を優先的に採用した終身官である郡司が統治した。
国司が政務を執る国庁（国衙）を国府に置き、郡司が政務を執る郡庁（郡衙）を建設している。
郡は、規模によって大・上・中・下・小に分けられ、大領（だいりょう）・少領（しょうりょう）・主帳（しゅちょう）などが置かれた。
「伊保郷印」が出土している。三河国賀茂郡伊保郷の印章で、印の場所が特定できたことは全国でも珍しく、地方行政が実際に実施されていたことを証明する証拠である。

## 交通制度

### 五畿七道
日本全国は畿内と七つの道に区分され、それぞれ複数の国単位で設置された。
畿内は当初大倭（やまと）・河内（かわち）・摂津（せっつ）・山背（やましろ）の四カ国からなり、四畿内と称されたが、のち河内の国から和泉（いずみ）の国が分立して五畿内となった。
七道は京を中心にして四方にのびる幹線交通路（水路も含む）に沿った行政区分で、東海・東山・北陸・山陰・山陽・南海・西海である。このうち西海道には大宰府（だざいふ）が筑前の国に置かれ、国境の防衛や外交事務に当たるとともに、管内諸国島を国、郡、里の三段階で統轄した。東北には多賀城（宮城県多賀城市）を置いて、周辺諸国を統率する広域行政を敷いた。これを道制と呼んだ。

### 駅伝制（伝馬制）
中央からの伝達や官吏の往来、地方間の連絡、租税・物資の運搬などが円滑に行われるための制度として公的な交通制度、駅伝制が整備された。主要道に沿って駅を約16キロごとに置き、駅家（うまや）を設置し、駅馬（えきば）を配置し、郡に伝馬（てんま）を設けた。駅には駅戸（えきこ）を付属させ、駅戸から駅長や駅子（えきし）をだし、駅長は駅戸の中から選び、駅田（面積は大・中・小路で異なる）を耕作し、駅馬を飼育した。
6年ごとの口分田斑給のための斑田使、行政を監察するため巡察使、各国の行政報告や貢納に当たる四度使（しどし）などが、また臨時の使者など官道を往来した。

## 京職
京（平城京・平安京ほか）には左右の京職（きょうしき）が置かれ、京内の政務全般をつかさどった。京は御所からみて東側が左京、西側が右京である。縦横の大路によって碁盤目のようにきれいに区画された。その区画を南北に連ねた列を坊（ぼう）と呼び、東西に並んだ区画を条（じょう）と呼んだ。各坊には坊長が置かれ、左右京には条ごとに坊令（ぼうれい、条令）が置かれた。この京（京職）、条（坊令）、坊（坊長）の行政組織は、国（国司）、郡（郡司）、里（里長）と対応している。
京職の職掌には地方官としての部分を多く含んでいるが、その一方で天皇が居住し、太政官などが置かれた京の運営・維持は国家の運営上重要なものがあり、そこに中央官庁としての側面を見出すこともできる。また、その職員も外官（地方官）ではなく、京官（中央官僚）として位置づけられていた。

## 一時的な地方官制
摂津職
さらに摂津国には摂津職（せっつしき）が置かれ、国司の職務も兼ねた。摂津職は、京に置かれ難波津を管理し、京と西国の間を上下する公使の検査などを本来の任務としたが、天武朝に難波が陪都（副都）とされ、また聖武朝にも難波宮が造営されると、その管理にも当たった。難波宮の廃止に伴い793年（延暦12）には摂津職が廃止され、摂津国と改めた。
和泉監・芳野監
和泉監と芳野監は716年頃特別行政区画・行政組織としてそれぞれ河内・大和から独立した。和泉には茅渟宮が芳野には吉野宮が置かれていたためである。後に廃止されたが和泉はその後国として独立した。
河内職
河内職は道鏡が権力を握っていた時代、河内国に由義宮を建設し副都とした。それに伴って河内国司を格上げして河内職とした。道鏡失脚によって元に戻った。
鋳銭使
鋳銭使はもともと貨幣鋳造のための機関であったが818年に長門国司を廃止して長門国の行政も担った。825年に廃止されて長門国司は復活し貨幣鋳造は鋳銭司に引き継がれた。

## 社会情勢の変化による官制
天災による飢饉や疫病などが各地に広がり、盗賊や海賊が出没し、社会不安が広がった。社会の動揺を軍事的な手段で鎮圧する武力的な措置をとった。

### 節度使・鎮撫使
節度使（せつどし）は地方軍政官の一種で、鎮所（ちんしょ）を持ち武装兵を従え、自ら帯剣したという。任務は所管する国々の軍団兵士の整備・訓練、兵器の製造・修理、兵糧の準備、軍事施設の整備であった。軍団に徴発された兵士は公民が主で、一国内の成人（正丁[せいてい]）の3分の1が徴発され、100日に10日間、交代で勤務に就いた。税の一部が免除されたものの、食料と武器は自弁であった。
- 731年（天平3）畿内に惣管（そうかん）、山陰・山陽・南海道に鎮撫使（ちんぶし）を新設。
- 732年（天平4）東海・東山の二道に藤原房前、山陰道に多治比県守、西海道に藤原宇合を節度使（せつどし）を任命。3人とも当時の政権の中枢に位置していた。
- 設置の目的は東海・東山道が蝦夷の反乱に備えて、山陰・西海道が新羅に対する海辺防備だった。
- 因幡・伯耆・出雲・石見四国の軍団が動員され、海岸の防備にあたった。出雲国の介巨勢朝臣首名や飯石郡少領出雲臣弟山らが節度使鎮所に出向し、国造出雲臣広嶋にも招集がかけられている。

節度使は天平4年に設置され、同6年に任務を終了する。わずか2年であったが、海防防備の体制を示した「備辺式」を各国史に示した。この時の「式」は後の規範とされた。

### 大宰・惣領
大宰（だいさい）とか総領（そうりょう、惣領）が坂東・周防・伊予・吉備・筑紫に設けられた。この二つの官職は、筑紫大宰が推古朝に初見があるのを除くと、天智朝遺構に属し、最後は文武4年（700年）である。白村江敗戦後の軍事緊張の高まっていた時期に、西日本の軍事的に枢要な地域に置かれた官職であると考えられる。なかでも大宰は吉備と筑紫に限っておかれている。

### 道制
道制 - ある時期に「吉備道」という行政区画があった。越・筑紫・豊・肥などにも「○○道」という行政区画がある時期が存在した。木簡や『和名抄』からみて、ある地域にある期間道制がしかれたと推定できる。それは、西日本や北陸に軍事的に重要な場所であり、期間的には軍事緊張が高まった天智・天武朝の短い期間であったと推測されている。

## その他の施策
737年（天平9）陸奥（むつ）と出羽（でわ）とを結ぶ道が開かれた。東北に対する施策。
国分寺（僧寺・尼寺）は国家鎮護のために、また、国家平和を願って全国の令制国に建てられた。
一宮制度も国衙の在地支配のために、さらに、一宮が在地を代表する神として、民衆にも最も崇敬される神として位置づけられた。
惣社・総社は、在地支配のための政治的意味合いの強いものである。

## 戸籍制度・地方行政組織関連の年表
- 689年（持統4）飛鳥浄御原令、諸司に令一部二十二巻をわかつ。
- 670年（天智9）全国的に戸籍（庚午年籍）を造る。
- 690年（持統4）戸令により戸籍（庚寅年籍）を造る。
- 702年（大宝2）大宝律令を諸国に領下する。
- 703年（大宝3）庚午年籍を戸籍の原簿とする。
- 717年（霊亀3）里を郷に改め、郷を2・3の里に分ける。
- 718年（養老2）養老律令を選定する。
- 723年（養老7）墾田開発のため、三世一身法（さんぜいっしんのほう）を施行する。11月奴卑口分田の班給を12歳以上とする。